# Unidos - Delirious? + André Valadão
Unidos - Delirious? + André Valadão é um álbum ao vivo de André Valadão em parceria com a banda cristã inglesa Delirious?, gravado em 9 de fevereiro de 2008 na Igreja Bíblica da Paz. O disco traz as canções do grupo britânico interpretadas em português por Valadão e músicas do cantor em inglês versionadas pela banda.

## Faixas
1. "By Faith"
2. "Joy"
3. "I Could Sing of Your Love Forever"
4. "Milagre"
5. "Não Posso Pagar"
6. "Solta o Cabo"
7. "Livre Sou"
8. "God is Smiling"
9. "Rain Down"
10. "Break the Silence"
11. "Majesty"
12. "We Give You Praise"
13. "My Soul Sings"